# Potęga dwójki

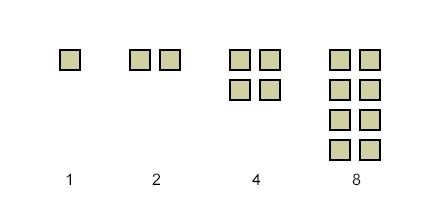
Reprezentacja graficzna potęgowania dwójki

Potęga dwójki – liczba, którą można przedstawić w postaci {\displaystyle 2^{n},} gdzie {\displaystyle n\in \mathbb {Z} }.
W dwójkowym systemie liczbowym potęga dwójki zawsze przyjmuje postać 100...000 lub 0,00...001, tak jak potęga dziesiątki w dziesiętnym systemie liczbowym.

## Informatyka
Stałe o wartościach będących potęgą liczby 2 są szeroko stosowane w informatyce:
- Do oznaczania pojemności pamięci operacyjnych stosowane są następujące oznaczenia: KB → 210 B = 1024 B, MB → 220 B = 1 048 576 B, GB → 230 B = 1 073 741 824 B[a][3].
- Do tworzenia niewielkich typów zbiorowych w językach programowania, które wspierają operatory i maski bitowe, na przykład w języku C[4] lub językach z rodziny .Net Framework[5] stosując wyliczeniowy typ danych.
- Jako długość przedziału bazowego w drzewach przedziałowych[6].
- Jako współczynnik skalujący mantysę w reprezentacji liczb zmiennoprzecinkowych[7].

## Wybrane wartości
- 28 = 256 – liczba różnych wartości w bajcie[8].
- 210 = 1024 ≈ 1000, czyli 103.
- 224 = 16 777 216 – liczba kolorów w 24-bitowym modelu przestrzeni barw RGB[9].